# حماد (اسم)
حماد هو اسم علم مذكر من أصل عربي، ومعناه هو كثير الحمد الشكر.

## الأصل اللغوي
اسم علم مذكر عربي، من الحمد وهو الثناء، جاء على صيغة اسم الفاعل. وهو الشاكر للنعم وللآخرين، والمكثر من الحمد والشكر، القنوع. وهو من الأسماء ما عُبد منها وحُمد.
واصله اللغوي ينقسم الي قسمين
1. حامد: (اسم)
  - حامد : فاعل من حَمِدَ
2. حَمِدَ: (فعل)
  - حمِدَ يَحمَد ، حَمْدًا ، فهو حامد ، والمفعول مَحْمود وحَميد
  - حمِد الشَّيءَ :رضي عنه وارتاح إليه
  - حَمِدَهُ عَلَى كَرَمِهِ : شَكَرَهُ وَأثْنَى عَلَيْهِ
  - أَحْمَدُ إلَيْكَ اللَّهَ : أحْمَدُ نِعْمَةَ اللَّهِ مَعَكَ[3]

## شخصيات تحمل الاسم
- حماد أبو دعابس (ديسمبر 1961 – )
- حماد أبو ربيعة (سياسي إسرائيلي، 1929 – 12 يناير 1981)
- حماد الحراني (1117 – 1202)
- حماد الراوية (694 – القرن 8)
- حماد بن أبي الجبر (أحد ملوك الدولة الليثية في البطيحة)
- حماد بن أبي سليمان
- حماد بن بلكين (القرن 10 – 1028)
- حماد بن زيد
- حماد بن سلمة ( – 783)
- حماد عجرد (شاعر عربي من العهد العباسي، – 778)

## وصلات خارجية
- موسوعة السلطان قابوس لأسماء العرب نسخة محفوظة 5 أبريل 2019 على موقع واي باك مشين.